# Oprogramowanie systemowe PlayStation 3

Gra Disney Universe odtwarzana w systemie PlayStation 3

Oprogramowanie systemowe PlayStation 3 – oficjalne oprogramowanie systemowe konsoli PlayStation 3 firmy Sony. Pierwszą wydaną aktualizacją była 1.02.
Aktualną wersją oprogramowania systemowego jest 4.92, która została opublikowana 5 marca 2025 roku.

## Wersje oprogramowania

### Wersja 1
| Wersja Data wydania       | Opis zmian |
| ------------------------- | --- |
| 1.00 11 listopada 2006    | |
| 1.02                      | |
| 1.10 11 listopada 2006    | Główne: - Dodano usługę PlayStation Network - Dodano możliwość użycia jednej metody wprowadzania tekstu za pomocą klawiatury ekranowej w języku angielskim i innych językach europejskich Ustawienia: - Dodano Audio CD Output Frequency - Dodano obsługę formatu audio Adaptive Transform Acoustic Coding - Dodano funkcję Cross Color Reduction Filter - Dodano opcję After 5 Minutes Wideo: - Dodano możliwość wyboru opcji pełnego ekranu (ang. Full Screen) w trybie ekranu (Screen Mode) podczas odtwarzania plików wideo zapisanych na dysku twardym lub nośniku danych Sieć: - Dodano możliwość pobierania oraz zapisu plików muzycznych i wideo na dysku twardym - Dodano możliwość pobierania oprogramowania w formacie PlayStation 3 i tytułów PlayStation Network - Obsługa uproszczonych i tradycyjnych chińskich znaków w przeglądarce internetowej - Dodano nowy element menu – Online Instruction Manuals Pozostałe: - Zmieniono metodę obliczania pojemności dysku twardego - Zmieniono status grywalności dla niektórych gier w formacie PlayStation i PlayStation 2 |
| 1.11 28 listopada 2006    | Przyjaciele: - Dodano opcję Account Management Pozostałe: - Zmieniono niektóre funkcje PlayStation Network |
| 1.30 6 grudnia 2006       | Ustawienia: - Dodano możliwość rejestracji pilota zdalnego sterowania Blu-ray - Dodano opcję BD/DVD Video Output Format (HDMI) - Dodano opcję Backup Utility - Dodano możliwość wyboru formatu dysku twardego; Format Utility i Restore PS3 System - Zmieniono sposób wyboru rozdzielczości wyjściowej Pozostałe: - Dodano kompatybilność urządzeń USB dla gier z PlayStation 2 |
| 1.31 13 grudnia 2006      | Gra: - Zaimplementowano kompatybilność wsteczną gier w formacie PlayStation 2 zainstalowanych na dysku twardym Pozostałe: - Zmieniono status grywalności dla niektórych gier w formacie PlayStation i PlayStation 2 |
| 1.32 21 grudnia 2006      | - Poprawiono funkcjonalność rozgrywki online |
| 1.50 24 stycznia 2007     | Użytkownicy: - Dodano możliwość wyboru obrazu, który ma zostać wykorzystany jako ikona użytkownika Ustawienia: - Dodano opcję Key Tone - Dodano opcję Delete Backup Data - Dodano metody zabezpieczające WEP 128, WPA-PSK (TKIP) and WPA-PSK (AES) Przyjaciele: - Zmieniono sposób zapisywania hasła i automatycznego logowania w ramach sieci PlayStation Network - Opcje sposób zapisywania hasła i automatyczne logowanie w ramach sieci PlayStation Network zostały odseparowane Pozostałe: - Dodano możliwość wprowadzania tekstu za pomocą klawiatury ekranowej w języku koreańskim |
| 1.51 2 lutego 2007        | - Rozszerzono wsparcie dla oprogramowania PlayStation 3 |
| 1.54 28 lutego 2007       | - Dodano opcję Screen Mode - Dodano możliwość zmiany obrazu osoby, z którą prowadzony jest wideo czat - Dodano kompatybilność z kamerą USB zgodną ze standardem sterownika klasy wideo USB (UVC) |
| 1.60 22 marca 2007        | Ustawienia: - Dodano jako opcje języki: duński, norweski, fiński, szwedzki oraz chiński - Dodano możliwość wyboru zestawu znaków, który ma być stosowany dla nazw plików - Dodano obsługę formatu audio Windows Media Audio - Dodano opcję Disc Auto-Start - Dodano możliwość zarejestrowania klawiatury i myszy - Dodano opcję Remote Play Settings Muzyka: - Dodano wsparcie dla odtwarzania Direct Stream Digital Wideo: - Dodano obsługę Motion JPEG i Advanced Video Codec High Definition (.m2ts) Sieć: - Dodano nowy element menu – Download Management Przyjaciele: - Dodano opcję Start New Chat Pozostałe: - Dodano funkcję zoomu szczegółowego - Dodano możliwość regulacji rozdzielczości - Dodano ustawienia, które zmniejszają migotanie ekranu kiedy obraz jest wysyłany w trybie przeplotu - Dodano możliwość używania pełnoekranowej klawiatury ekranowej - Dodano wsparcie dla pobierania danych w tle - Dodano możliwość pobrania i używania programu Folding Home - Dodano możliwość gry zdalnej z PlayStation Portable za pośrednictwem punktu dostępu - Dodano wsparcie dla odtwarzania Blu-ray Disc Rewritable w wersji 3.0 - Dodano możliwość automatycznego wykrycia przez system połączenia HDMI do telewizora |
| 1.70 19 kwietnia 2007     | Gra: - Dodano możliwość korzystania z zapisanych danych w formacie PlayStation na PlayStation 3 i PlayStation Portable Pozostałe: - Dodano funkcję sprzężenia zwrotnego niektórych akcesoriów w formacie PlayStation 2 - Dodano możliwość pobrania oprogramowania w formacie PlayStation Store - Dodano możliwość pobrania oprogramowania w formacie PlayStation i odtwarzania go |
| 1.80 24 maja 2007         | Ustawienia: - Dodano opcję BD 1080p 24 Hz Output (HDMI) - Dodano opcję RGB Full Range (HDMI) - Dodano opcję Y Pb/Cb Pr/Cr Super-White (HDMI) - Dodano opcję Bitmapping (Super Audio CD) - Zmieniono opcję Test Camera na Camera Device Settings - Dodano funkcję Printer Settings - Dodano opcję Media Server Connection Muzyka: - Dodano możliwość edycji informacji CD Zdjęcie: - Dodany nowy typ wyświetlania slajdów - Dodano możliwość używania zoomu cyfrowego na zdjęciach - Dodano możliwość przycinania zdjęć Wideo: - Dodano obsługę Super-White i xvYCC - Dodano obsługę skalowania w dół wyjścia płyt Blu-ray Gra: - Dodano możliwość przeniesienia zabronionych kopiowaniu danych w formacie PlayStation i oprogramowania w formacie PlayStation 2 Sieć: - Opcje menu Download Management zostały zmienione Przyjaciele: - Dodano opcję Display Photo do menu The Voice / Video Chat Pozostałe: - Dodano możliwość skalowania w górę materiału wideo w formacie PlayStation, PlayStation 2 i DVD do rozdzielczości HD - Dodano możliwość kopiowania zapisania danych w formacie PlayStation i PlayStation 2 na karcie pamięci - Dodano możliwość wyświetlania zdjęć i odtwarzania plików muzycznych i wideo, które są przechowywane na komputerze osobistym lub cyfrowym rejestratorze wideo z funkcją DLNA Media Server za pośrednictwem sieci - Dodano możliwość podłączenia przesz USB drukarki do drukowania zdjęć - Dodano możliwość gry zdalnej przez Internet |
| 1.81 15 czerwca 2007      | - Zmieniono sposób ustawienia RGB Full Range (HDMI) - Poprawiono stabilność połączenia sieciowego używanego podczas rozgrywki dla niektórych gier w formacie PlayStation 2, które obsługują grę online |
| 1.82 28 czerwca 2007      | - Dodano wsparcie dla AVC High Profile (H.264/MPEG-4) - Zmieniono status grywalności dla niektórych gier w formacie PlayStation i PlayStation 2 |
| 1.90 24 lipca 2007        | Główne: - Dodano możliwość wyświetlania obrazu jako tło menu głównego - Dodano możliwość korzystania z emotikon w trakcie pisania wiadomości - Dodano możliwość wprowadzania tekstu bezpośrednio do pola wprowadzania tekstu na stronach internetowych za pomocą klawiatury USB - Dodano wsparcie dla zwiększenia próbkowania wyjścia dla płyt CD-Audio Ustawienia: - Dodano opcję On w BD 1080p 24Hz Output (HDMI) - Dodano opcję 44.1 kHz / 88.2 kHz / 176.4 kHz w Audio CD Output Frequency - Dodano opcję Type 2 w Bitmapping Wideo: - Opcja Image Quality Adjustment została zmieniona na AV Settings - Dodano możliwość odtwarzania plików wideo w formacie Advanced Video Codec High Definition, zapisywanych na karcie pamięci Memory Stick lub na dysku twardym kamery cyfrowej Gra: - Dodano możliwość dostosowania ustawień wyświetlania ekranu podczas gry w formacie PlayStation i PlayStation 2 - Dodano możliwość sortowania gier, zapisanych na dysku twardym - Dodano możliwość obsługi Slow (Back) i Frame Reverse podczas odtwarzania plików wideo zapisanych na dysku twardym lub na nośniku danych Sieć: - Dodano opcję Add to Bookmarks w File w przeglądarce internetowej Przyjaciele: - Dodano funkcję dla wyświetlanego awatara podczas rozmowy głosowej i czatu wideo Pozostałe: - Dodano opcję Eject Disc - Dodano możliwość wybrania opcji Group Content, w trakcie zmiany pliku lub ikony folderu                                                    |
| 1.92 4 września 2007      | - Zmieniono status grywalności dla niektórych gier z systemem PS3TM w formacie PlayStation 3 |
| 1.93 13 września 2007     | - Poprawiono stabilność połączenia sieciowego |
| 1.94 23 października 2007 | - Dodano obsługę kontrolera DualShock 3 |

### Wersja 2
| Wersja Data wydania       | Opis zmian |
| ------------------------- | --- |
| 2.00 8 listopada 2007     | Ustawienia: - Dodano opcje Color, Background i Font w menu Theme Settings - Dodano możliwość wyboru opcji Brightness w Theme Settings - Procedura ustawiania Internet Connection Settings w Network Settings została zmieniona - Dodano możliwość wyboru drukarek Canon w Printer Selection w Printer Settings Gra: - Dodano funkcję Vibration Function w Controller Settings w menu wyświetlonym po naciśnięciu przycisku PS pada DualShock 3 Sieć: - Dodano możliwość oglądania wideo w trybie pobierania progresywnego w trakcie jego pobierania z PlayStation Store - Dodano opcję Trend Micro Web Security for PS3™ w przeglądarce internetowej Pozostałe: - Dodano możliwość dostosowania ikon i tła menu XrossMediaBar - Dodano możliwość tworzenia list odtwarzania w Music and Photo - Dodano opcję Information Board w Network - PlayStation Network został dodany jako kategoria w menu XrossMediaBar - Dodano opcję Remote Start w Remote Play Settings - Dodano nowe opcje grupowania w Group Content |
| 2.01 20 listopada 2007    | - Poprawiono stabilność systemu podczas korzystania z niektórych funkcji oprogramowania w formacie PlayStation 3 - Zwiększono stabilność systemu dla niektórych operacji, w tym korzystania z przeglądarki internetowej i tablicy informacyjnej w Information Board - Poprawiono stabilność systemu podczas skalowania obrazów w górę w formacie PlayStation 2 - Zmieniono funkcjonalność Remote Start |
| 2.10 18 grudnia 2007      | Ustawienia: - Dodano opcje Color, Background i Font w Theme Settings Muzyka: - Dodano możliwość wyboru opcji Type 3 w Settings, Music Settings, Bitmapping - Dodano nowy wzór do wizualizacji muzycznej Wideo: - Dodano DivX and VC-1 (WMV) do typów plików, które mogą być odtwarzane - Dodano wsparcie dla Blu-ray Disc Profile 1.1 - Dodano funkcję BD Data Utility |
| 2.17 13 marca 2008        | - Poprawiono stabilność systemu podczas korzystania z niektórych funkcji oprogramowania w formacie PlayStation 3 |
| 2.20 25 marca 2008        | Ustawienia: - Zmieniono sposób rejestracji pary urządzeń Bluetooth - Dodano ustawienie BD Internet Connection w BD/DVD Settings - Dodano ustawienie Audio Output Device w Remote Play Settings Zdjęcie: - Dodano możliwość wyświetlania obrazu w trakcie edycji listy odtwarzania Muzyka: - Dodano możliwość odtwarzania utworu muzycznego w trakcie edycji listy odtwarzania Wideo: - Dodano możliwość odtwarzania plików w formacie DivX i Windows Media Video, których pojemność jest równa lub przekracza 2 gigabajty - Dodano możliwość wyświetlania napisów podczas odtwarzania plików w formacie DivX - Dodano możliwość odtwarzania płyt DVD od momentu kiedy została ona zatrzymana - Dodano opcję Mosquito Noise Reduction w AV Settings w panelu sterowania dla standardowych płyt DVD - Dodano możliwość odtwarzania dysków BD-R version 1.2 (LTH BD-R) Sieć: - Dodano możliwość zmieniania ustawień systemu PlayStation 3 w trakcie gry zdalnej - Dodano opcję Save Target w File w menu trybu przeglądania w przeglądarce internetowej - Przyspieszono wyświetlanie niektórych stron internetowych w przeglądarce internetowej - Dodano możliwość odtwarzania podlinkowanego pliku wideo w przeglądarce internetowej, gdy jest pobierany Pozostałe: - Dodano obsługę Blu-ray Disc Profile 2.0 (BD-LIVE) - Dodano możliwość kopiowania list odtwarzania utworzonych w zdjęciach (Photo) i muzyce (Music) w systemie PlayStation Portable |
| 2.30 15 kwietnia 2008     | - Przeprojektowano PlayStation Store - Wprowadzono nową konstrukcję PlayStation Store zawierającą nowe funkcje - Dodano obsługę wyjść DTS-HD Master Audio i DTS-HD High Resolution Audio dla odtwarzacza dysków Blu-ray |
| 2.35 15 maja 2008         | - Poprawiono stabilność systemu podczas korzystania z niektórych funkcji oprogramowania w formacie PlayStation 3 |
| 2.36 18 czerwca 2008      | - Poprawiono stabilność systemu podczas korzystania z niektórych funkcji oprogramowania w formacie PlayStation 3 |
| 2.40 2 lipca 2008         | Sieć: - Dodano możliwość wyszukiwania w Internecie bezpośrednio z ekranu menu XrossMediaBar - Dodano opcję Search w menu trybu przeglądania w przeglądarce internetowej Gra: - Dodano możliwość przejścia do menu XrossMediaBar w trakcie odtwarzania oprogramowania w formacie PlayStation 3 - Zmieniono status grywalności dla niektórych gier w formacie PlayStation i PlayStation 3 - Zmieniono procedurę rezygnacji z oprogramowania w formacie PlayStation 3 - Dodano możliwość kolekcjonowania trofeów w grach, które obsługują funkcję trofeów Użytkownicy: - Dodano możliwość wyłączenia systemu PlayStation 3 za pomocą opcji Turn off System w menu XrossMediaBar Ustawienia: - Dodano możliwość ustawiania systemu PlayStation 3, aby wyłączył się automatycznie po zaktualizowaniu oprogramowania systemowego - Dodano opcje Reassign Controllers i Controller Vibration Function w Accessory Settings Zdjęcie: - Dodano możliwość drukowania obrazów z listy odtwarzania - Dodano możliwość sortowania elementów, które są pogrupowane w folderze przez miesiąc lub rok, używając opcji Film Date Film Date Wideo: - Dodano możliwość użycia ustawień Frame Noise Reduction i Block Noise Reduction dla materiału wideo zapisanego na dysku twardym i nośniku danych - Dodano możliwość skalowania w górę materiałów wideo zapisanych na dysku twardym lub nośniku danych - Dodano możliwość skalowania w górę materiałów wideo na płycie Blu-ray (BDAV) - Dla odtwarzania Digital Theatre System dodano obsługę DVD-Video, Blu-ray Disc Media, DTS-ES, DTS 96/24 dla DVD-Video i DTS-ES Matrix dla płyt Blu-ray Przyjaciele: - Zwiększono liczbę znajomych z 50 do 100, którzy mogą zostać dodani do listy znajomych - Ekran Information został przeprojektowany, a jego nazwa została zmieniona na Profile Pozostałe: - Dodano możliwość podglądu daty i godziny na ekranie XrossMediaBar ustawionej w Settings w Date and Time - Dodano możliwość wyczyszczenia pola wprowadzania tekstu w trakcie korzystania z klawiatury - Dodano wyświetlanie ikony, gdy po naciśnięciu przycisku PS, działania nie mogą zostać wykonane |
| 2.41 8 lipca 2008         | - Rozwiązano problem dotyczący ograniczonej liczby konsol PlayStation 3 po aktualizacji 2.40, po której ponowne uruchomianie systemu nie było możliwe |
| 2.42 30 lipca 2008        | - Poprawiono jakość odtwarzania niektórych formatów PlayStation 3 i PlayStation |
| 2.43 17 września 2008     | - Dodano wsparcie dla udostępnienia płatnego materiału PlayStation Store w Japonii |
| 2.50 15 października 2008 | Główne: - Zmieniono wygląd ekranów tworzenia konta w kategorii Sign Up for PlayStation Network oraz wygląd menu w kategorii Account Management Użytkownicy: - Dodano opcję automatycznego wyłączenia systemu PlayStation 3 po zakończeniu pobierania lub instalacji zawartości Ustawienia: - Zmieniono nazwę opcji BD/DVD Settings na Video Settings - Zmieniono nazwę kategorii Video Settings i opcję Cinema Conversion oraz Upscale odpowiednio na BD/DVD Cinema Conversion i BD/DVD Upscaler - Dodano opcję Sequential Playback i 50 Hz Video Output w kategorii Video Settings - Dodano DivX VOD Registration Code w kategorii System Settings - Dodano opcję Power Save Settings w ustawieniach - Zmieniono metodę ponownego łączenia urządzeń Bluetooth w kategorii Accessory Settings w Audio Device Settings - Dodano nowe rodzaje klawiatur: German Keyboard (Switzerland), French Keyboard (Canada) i French Keyboard (Switzerland) w kategorii Accessory Settings w Keyboard Type - Zamiennio miejscami klawisze Y i Z oraz Q i A w układzie klawiatury German Keyboard - Dodano możliwość wyboru drukarek obsługujących połączenia sieciowe w kategorii Printer Settings w Printer Selection Muzyka: - Dodano możliwość wyboru jednego z dziewięciu poziomów głośności za pomocą ustawienia Volume Control w panelu sterowania lub w mini-panelu sterowania - Dodano ikonę dla polecenia Pause w mini-panelu sterowania Wideo: - Dodano możliwość wyboru jednego z dziewięciu poziomów głośności za pomocą ustawienia Volume Control w panelu sterowania - Dodano opcję Scene Search do panelu sterowania - Dodano możliwość ustawienia Mosquito Noise Reduction dla zawartości wideo zapisanej na dysku twardym lub nośniku danych - Dodano funkcję automatycznego stosowania techniki chroma upsampling (w zależności od wykrytych ruchów obiektów) podczas odtwarzania płyt Blu-ray (BDAV) i DVD Gra: - Dodano opcję Sync with Server w kategorii Trophy Collection - Dodano funkcję w wyniku której naciśnięcie przycisku PS podczas korzystania z oprogramowania w formacie PlayStation 3 powoduje wyświetlenie informacji z opcji Settings and Connection Status List z kategorii Network Settings Sieć: - Dodano obsługę programu Adobe Flash Player 9 w przeglądarce internetowej Przyjaciele: - Dodano możliwość wyświetlania informacji dotyczących ostatniego logowania osób, które znajdują się na liście znajomych użytkownika - Dodano funkcję w wyniku której informacja o dacie i godzinie nie zostanie wyświetlona, gdy nie będą one prawidłowo ustawione Pozostałe: - Zmieniono sposób wyłączania opcji automatycznego logowania oraz sposób wylogowywania z usługi PlayStation Network - Zmieniono wygląd przycisków View Downloads i View Cart oraz dodano przycisk Redeem Codes w PlayStation Store |
| 2.51 27 października 2008 | |
| 2.52 5 listopada 2008     | - Ulepszono jakość odtwarzania niektórych programów w formacie PlayStation 3 - Rozwiązano problemy z wprowadzaniem tekstu z klawiatury ekranowej, klawiatury USB lub klawiatury Bluetooth w niektórych programach w formacie PlayStation 3 - Rozwiązano problemy z poprawnym odtwarzaniem na niektórych telewizorach obrazu nagranego z częstotliwością 59,94 herca |
| 2.53 2 grudnia 2008       | - Dodano możliwość pełnoekranowego ustawienia odtwarzacza Adobe Flash Player w przeglądarce internetowej |
| 2.60 21 stycznia 2009     | - Dodano aplikację Photo Gallery - Dodano możliwość odtwarzania plików wideo kodowanych w formacie DivX 3.11 - Dodano możliwość uzyskania dostępu do PlayStation Store bez konieczności zakładania konta w PlayStation Network |
| 2.70 2 kwietnia 2009      | Główne: - Dodano funkcję rozmowów tekstowych Ustawienia: - Dodano opcję dynamicznej normalizacji w menu ustawień muzycznych Gra: - Zmieniono sposób przeglądania Internetu w poszukiwaniu informacji dotyczących oprogramowania w formacie PlayStation 3, a także gier zakupionych w PlayStation Store Sieć: - Dodano możliwość skopiowania i wklejenia tekstu ze strony internetowej w przeglądarce internetowej - Dodano do menu trybu przeglądania przeglądarki internetowej w opcji plik opcje kopiuj adres tej strony oraz kopiuj adres tego łącza - Dodano do menu trybu przeglądania przeglądarki internetowej opcję bezpieczeństwo przeglądarki Znajomi: - Zmieniono kolejność, w jakiej znajomi pojawiają się na liście znajomych - Zwiększono maksymalny rozmiar pliku do 3 megabajtów, jaki można dołączyć do wiadomości Pozostałe: - Dodano możliwość wyświetlania w przeglądarce internetowej języka czeskiego, greckiego, polskiego, słowackiego i tureckiego |
| 2.76 14 maja 2009         | - Ulepszono jakość odtwarzania niektórych programów PlayStation 3 |
| 2.80 24 czerwca 2009      | - Ulepszono jakość odtwarzania niektórych programów PlayStation 3 |
| 2.90                      | - Dodano nową sekwencję startową zawierającą nowe logo PlayStation i dźwięk - Wyłączono wyświetlanie starszego logo PlayStation 3 w trakcie uruchamiania gry - Dodano opcję Bravia Sync umożliwiającą kontrolowanie menu XrossMediaBar za pomocą pilota od telewizora marki Bravia w modelu PlayStation 3 Slim - Usunięto opcję Install Other OS i Default System |

### Wersja 3
| Wersja Data wydania       | Opis zmian |
| ------------------------- | --- |
| 3.00 1 września 2009      | Główne: - Wprowadzono nowy układ ekranu i przeprojektowano menu XrossMediaBar - Opcja tablica informacyjna została zastąpiona przez co nowego Ustawienia: - Dodano opcję wiele wyjść dźwięku w menu ustawień dźwięków - Dodano opcje język dźwięków materiałów na dysku twardym w menu ustawień wideo Wideo: - Dodano funkcję, dzięki której za pomocą prawego drążka pada bezprzewodowego możliwe jest szybkie przewijanie materiałów filmowych w przód i tył w trakcie ich odtwarzania Sieć: - Dodano opcję wydrukuj ten ekran i zapisz zrzut ekranowy w menu trybu przeglądania przeglądarki internetowej Znajomi: - Dodano możliwość wyświetlenia listy wiadomości wymienionych ze znajomym na ekranie profilu znajomego Pozostałe: - Dodano możliwość wyświetlania najnowszych materiałów w PlayStation Store bezpośrednio w opcji Game oraz Video - Zwiększono liczbę poziomów folderów wyświetlanych w menu Photo, Music i Video na nośnikach pamięci masowej zawierających foldery - Dodano możliwość kopiowania tekstu za pomocą klawiatury ekranowej |
| 3.01 15 września 2009     | - Poprawiono błąd, który powodował zawieszenie systemu PlayStation 3 w trakcie grania w Uncharted: Drake’s Fortune |
| 3.10 19 listopada 2009    | Główne: - Dodano opcję polski w menu ustawień systemowych w opcjach języka systemu - Zmieniono sposób wyświetlania ikon miniatur zdjęć w opcji zdjęcia - Dodano funkcję łączenia z serwisem Facebook Ustawienia: - Dodano identyfikator logowania i hasło PlayStation Network Znajomi: - Dodano możliwość zmiany koloru tła ekranu profilu Pozostałe: - Dodano Video Store w PlayStation Store w Wielkiej Brytanii, Francji, Niemczech i Hiszpanii |
| 3.15 10 grudnia 2009      | - Dodano możliwość przesyłania danych zapisanych na dysku twardym jednego systemu PlayStation 3 do innego systemu PlayStation 3, za pomocą kabla sieci Ethernet - Dodano obsługę gier z kategorii minis dostępnych w PlayStation Store i możliwość ich pobierania, która została aktywowana 17 grudnia |
| 3.21 1 kwietnia 2010      | - Usunięto funkcje zainstaluj inny system operacyjny oraz system domyślny - Poprawiono jakość niektórych rodzajów oprogramowania w formacie PlayStation pobieranego (jako materiał zakupiony lub bezpłatny) z PlayStation Store - Usunięto błędy w zabezpieczeniach mogące wystąpić podczas odtwarzania plików wideo w formacie MP4 |
| 3.30 22 kwietnia 2010     | Ustawienia: - Dodano możliwość wyboru opcji komputer w menu Remote Play Settings w ustawieniach gry zdalnej w zarejestruj urządzenie - Dodano opcję Bitstream [bezpośredni] i Bitstream [mieszany] w menu Video Settings w ustawieniach wideo w format wyjścia audio BD [optyczny cyfrowy] - Dodano obsługę stereoskopowych gier 3D Gra: - Dodano możliwość sortowania trofeów według tytułu gry lub daty zdobycia trofeum - Zmieniono nazwę??? na trofea ukryte, trofeów które nie zostały zdobyte |
| 3.40 29 czerwca 2010      | Główne: - Dodano usługę PlayStation Plus - Dodano do galerii zdjęć opcję obszar sieci PlayStation Network - Dodano funkcję edycji i przesyłania filmów wideo Ustawienia: - Dodano opcję wyjście funkcji Deep Colour (HDMI) w menu ustawień wyświetlania - Dodano opcję automatycznego pobierania w menu ustawień systemowych - Zmieniono domyślne ustawienie opcji automatycznego wyłączania systemu w menu ustawień oszczędzania energii na po 2 godz. Zdjęcia: - Dodano możliwość drukowania i usuwania zdjęć za pomocą galerii zdjęć Znajomi: - Dodano możliwość sprawdzenia poziomu zdobytych trofeów znajomego z listy znajomych wybierając jego awatar Pozostałe: - Dodano możliwość oceniania za pomocą pięciogwiazdkowego systemu oceny produktów zakupionych poprzez PlayStation Store - Poprawiono funkcję zegara wewnętrznego, odpowiedzialną za lata przestępne |
| 3.41 27 lipca 2010        | - Dodano wyświetlanie produktów zalecanych na stronach szczegółów produktów w PlayStation Store |
| 3.42 7 września 2010      | - Dodano zabezpieczenie dotyczące kwestii bezpieczeństwa oprogramowania systemowego |
| 3.50 21 września 2010     | - Dodano możliwość odtwarzania materiałów 3D zapisanych na dyskach Blu-ray - Dodano możliwość dokonywania zgłoszeń dotyczących niepożądanych lub napastliwych wiadomości - Dodano możliwość wyświetlania informacji publikowanych w serwisie Facebook z poziomu gier obsługujących ten serwis |
| 3.55 7 grudnia 2010       | - Dodano zabezpieczenie dotyczące kwestii bezpieczeństwa oprogramowania systemowego |
| 3.56 27 stycznia 2011     | - Dodano zabezpieczenie zwiększające bezpieczeństwo |
| 3.60 10 marca 2011        | - Dodano opcję dysk internetowy - Dodano możliwość skonfigurowania w ustawieniach oszczędzania energii w automatyczne wyłączanie kontrolera systemu PlayStation 3 aby podłączone lub sparowane kontrolery wyłączały się po 10, 20 lub 30 minutach bezczynności |
| 3.61 15 maja 2011         | - Dodano proces wymagający, by hasła do kont Sony Entertainment Network zostały zmienione |
| 3.65 7 czerwca 2011       | - Dodano narzędzie zapisanych danych dla gier z PlayStation Portable - Zmieniono opcję narzędzie zapisanych danych (minis) w menu gra na Narzędzie zapisanych danych (minis/PSPTM) - Poprawiono stabilność systemu podczas korzystania z oprogramowania w PlayStation 3 |
| 3.66 23 czerwca 2011      | - Zwiększono stabilność systemu podczas korzystania z oprogramowania w formacie PlayStation 3 i usług sieciowych |
| 3.70 10 sierpnia 2011     | Główne: - Dodano opcję usługi TV/wideo jako kategoria menu XrossMediaBar - Dodano możliwość przechowywania nowych i zaktualizowanych danych dla oprogramowania PlayStation 3 na dysku internetowym Zdjęcia: - Dodano możliwość otwierania plików MPO dla zdjęć 3D dziale zdjęcia w galerii zdjęć Wideo: - Dodano obsługę odtwarzania zawartości 3D typu Blu-ray Java (BD-J) - Dodano obsługę formatu dźwięku DTS-HD podczas odtwarzania materiałów w formacie Blu-ray 3D Ustawienia: - Dodano możliwość automatycznej synchronizacji danych w regularnych odstępach o trofeach z serwerem Pozostałe: - Dodano możliwość udostępniania znajomym z listy znajomych informacji o produktach w PlayStation Store |
| 3.72 20 września 2011     | - Ulepszono jakość odtwarzania niektórych pozycji oprogramowania w formacie PlayStation 3 |
| 3.73 18 października 2011 | - Ulepszono jakość odtwarzania niektórych pozycji oprogramowania w formacie PlayStation 3 |

### Wersja 4
| Wersja Data wydania       | Opis zmian |
| ------------------------- | --- |
| 4.00 30 listopada 2011    | Główne: - Dodano możliwość kopiowania materiałów takich jak, muzyka, filmy, obrazy, gry i aplikacje z PlayStation Vita i na odwrót - Dodano możliwość tworzenia kopii zapasowych danych zapisanych w systemie PlayStation Vita na dysku twardym systemu PlayStation 3 - Dodano opcję usuwania plików kopii zapasowej systemu PS Vita jako funkcję w menu ustawień systemowych - Dodano narzędzie do obsługi systemu PS Vita Ustawienia: - Dodano obsługę funkcji skalowania w górę i konwersji obrazu są dla zawartości płyt Blu-ray Disc (BDMV) - Dodano możliwość wyboru przez użytkownika elementów, które chce zaktualizować, korzystając z menu ustawień w ustawieniach systemowych w automatycznej aktualizacji - Dodano opcje angielski (Wielka Brytania) i portugalski (Brazylia) jako opcje w menu ustawień w ustawieniach systemowych w język systemu Pozostałe: - Dodano ustawienia prywatności jako funkcję w menu zarządzania kontami |
| 4.10 8 lutego 2012        | - Dodano opcję ustaw automatycznie w menu ustawień w ustawieniach daty i godziny - Ulepszono przeglądarkę internetową względem lepszego wyświetlania zawartości - Zmieniono nazwę konto PlayStation Network na konto Sony Entertainment Network |
| 4.11 16 lutego 2012       | - Poprawiono stabilność oprogramowania systemowego w trakcie korzystania z niektórych funkcji |
| 4.20 20 czerwca 2012      | Główne: - Dodano możliwość ustawienia czasu, po jakim system ma się automatycznie wyłączyć w menu ustawień w ustawieniach oszczędzania energii w automatyczne wyłączanie systemu dla opcji wideo/TV/muzyka/zdjęcia i gry/inne funkcje - Dodano możliwość jednoczesnego zaznaczenia wielu zapisanych stanów gry, a następnie usunięcia ich lub skopiowania jako grupę wybierając opcję gry w narzędzie do obsługi zapisanych danych (PS3) - Dodano możliwość dostosowania poziomu samosłyszalności dźwięku z mikrofonu po podłączeniu bezprzewodowych słuchawek stereo (CECHYA-0080) Ustawienia: - Zastąpiono pozycję Wyspy Samoa w menu ustawień daty i godziny w strefie czasowej przez pozycję Samoa Amerykańskie i Niezależne Państwo Samoa Pozostałe: - Odnowiono klucz szyfrowania dla Advanced Access Content System |
| 4.21 5 lipca 2012         | - Poprawiono stabilność systemu w trakcie korzystania z oprogramowania PlayStation 3 |
| 4.25 12 września 2012     | - Zwiększono ilość danych, możliwych do zapisania na dysku internetowym (1 gigabajt pojemności i 1000 elementów danych) |
| 4.30 24 października 2012 | Główne: - Zmieniono wygląd trofeów - Zwiększono kolekcję trofeów o te zdobyte w systemie PlayStation Vita - Dodano wyświetlanie awatara użytkownika oraz postęp w osiągnięciu następnego poziomu po zalogowaniu do PlayStation Network - Przeniesiono opcję kolekcja trofeów do kategorii PlayStation Network w menu XrossMediaBar Ustawienia: - Dodano opcję turecki w menu ustawień systemu w język systemu Gra: - Dodano opcję SingStar w menu gra Sieć: - Wyłączono automatyczne uruchamianie programu Life with PlayStation |
| 4.31 30 października 2012 | - Rozwiązano problem dotyczący blokowania ekranu gry w przypadku niektórych formatów oprogramowania systemu PlayStation 3 |
| 4.40 21 marca 2013        | - Dodano możliwość automatycznego pobierania materiałów zakupionych na stronie store.sonyentertainmentnetwork.com do systemu PlayStation 3 - Dodano obsługę gier z serii PlayStation 2 Classics pobranych z PlayStation Store w bezprzewodowych słuchawkach stereofonicznych z mikrofonem (CECHYA-0080/CECHYA-0086) oraz słuchawkach stereofonicznych z mikrofonem (CECHYA-0088) - Poprawiono stabilność oprogramowania systemowego w trakcie korzystania z niektórych funkcji |
| 4.41 25 kwietnia 2013     | - Poprawiono stabilność oprogramowania systemowego w trakcie korzystania z niektórych funkcji |
| 4.46 27 czerwca 2013      | - Dodano możliwość ukrywania powiadomienia o zdobyciu trofeum - Rozwiązano problem z wyświetlaniem menu XrossMediaBar |
| 4.50 2 października 2013  | Główne: - Dodano możliwość skonfigurowania grupy graczy, którzy mogą oglądać trofea użytkownika - Dodano możliwość określenia, w przypadku jakich gier będą wyświetlane trofea - Dodano możliwość wykonania przez system PlayStation 3 następujących czynności po zmianie opcji ustawień w ustawieniach systemowych w automatyczna aktualizacja na wł. - Dodano możliwość pobrania materiałów kupionych za pośrednictwem innych urządzeń - Dodano możliwość pobrania najnowszej wersji oprogramowania systemowego Pozostałe: - Zmieniono nazwę z PlayStation Network na PSN |
| 4.53 4 grudnia 2013       | - Dodano możliwość skonfigurowania grupy graczy, którzy mogą oglądać trofea użytkownika - Dodano możliwość określenia, w przypadku jakich gier będą wyświetlane trofea - Dodano możliwość wykonania przez system PlayStation 3 następujących czynności po zmianie opcji ustawień w ustawieniach systemowych w automatyczna aktualizacja na wł. - Dodano wsparcie dla funkcji Closed Captions w trakcie odtwarzania filmów na dysku Blu-ray i DVD - Poprawiono stabilność oprogramowania systemowego w trakcie korzystania z niektórych funkcji |
| 4.55 6 lutego 2014        | - Poprawiono stabilność oprogramowania systemowego w trakcie korzystania z oprogramowania PlayStation 3 |
| 4.60 24 czerwca 2014      | - Poprawiono stabilność oprogramowania systemowego w trakcie korzystania z niektórych funkcji |
| 4.65 26 sierpnia 2014     | - Poprawiono stabilność oprogramowania systemowego w trakcie korzystania z niektórych funkcji |
| 4.66 19 listopada 2014    | - Poprawiono stabilność oprogramowania systemowego w trakcie korzystania z niektórych funkcji |
| 4.70 24 lutego 2015       | - Poprawiono stabilność oprogramowania systemowego w trakcie korzystania z niektórych funkcji |
| 4.75 2 czerwca 2015       | - Poprawiono stabilność oprogramowania systemowego w trakcie korzystania z niektórych funkcji |
| 4.76 3 września 2015      | - Poprawiono stabilność oprogramowania systemowego w trakcie korzystania z niektórych funkcji |
| 4.78 20 stycznia 2016     | - Zakończono wsparcie systemu dla funkcji serwisu Facebook |
| 4.80 20 kwietnia 2016     | - Poprawiono wydajność działania systemu |
| 4.81 1 listopada 2016     | - Poprawiono wydajność działania systemu |
| 4.83 11 października 2018 | Poprawiono wydajność działania systemu |
| 4.84 14 Lutego 2019       | Poprawiono wydajność działania systemu |
| 4.85 28 sierpnia 2019     | Poprawiono wydajność działania systemu |
| 4.86 31 marca 2020        | Poprawiono wydajność działania systemu |
| 4.87 3 grudnia 2020       | Poprawiono wydajność działania systemu |
| 4.88 1 czerwca 2021       | Poprawiono wydajność działania systemu |
| 4.89 10 maja 2022         | Tworzenie konta w PlayStation Network i niektóre funkcje zarządzania kontami nie są już dostępne na konsoli. |
| 4.90 28 lutego 2023       | W tej aktualizacji Sony pomogło chronić użytkowników przed niebezpieczeństwem. |
| 4.91 27 lutego 2024       | Poprawiono wydajność działania systemu |
| 4.92 5 marca 2025         | Poprawiono wydajność działania systemu |

## Wersje wycofane
| Wersja Data wydania  | Opis zmian | Przyczyna wycofania |
| -------------------- | --- | --- |
| 2.40 2 lipca 2008    | Sieć: - Dodano możliwość wyszukiwania w Internecie bezpośrednio z ekranu menu XrossMediaBar - Dodano opcję Search w menu trybu przeglądania w przeglądarce internetowej Gra: - Dodano możliwość przejścia do menu XrossMediaBar w trakcie odtwarzania oprogramowania w formacie PlayStation 3 - Zmieniono status grywalności dla niektórych gier w formacie PlayStation i PlayStation 3 - Zmieniono procedurę rezygnacji z oprogramowania w formacie PlayStation 3 - Dodano możliwość kolekcjonowania trofeów w grach, które obsługują funkcję trofeów Użytkownicy: - Dodano możliwość wyłączenia systemu PlayStation 3 za pomocą opcji Turn off System w menu XrossMediaBar Ustawienia: - Dodano możliwość ustawiania systemu PlayStation 3, aby wyłączył się automatycznie po zaktualizowaniu oprogramowania systemowego - Dodano opcje Reassign Controllers i Controller Vibration Function w Accessory Settings Zdjęcie: - Dodano możliwość drukowania obrazów z listy odtwarzania - Dodano możliwość sortowania elementów, które są pogrupowane w folderze przez miesiąc lub rok, używając opcji Film Date Film Date Wideo: - Dodano możliwość użycia ustawień Frame Noise Reduction i Block Noise Reduction dla materiału wideo zapisanego na dysku twardym i nośniku danych - Dodano możliwość zwiększenia skalowania materiałów wideo zapisanych na dysku twardym lub nośniku danych - Dodano możliwość zwiększenia skalowania materiałów wideo na płycie Blu-ray (BDAV) - Dla odtwarzania Digital Theatre System dodano obsługę DVD-Video, Blu-ray Disc Media, DTS-ES, DTS 96/24 dla DVD-Video i DTS-ES Matrix dla płyt Blu-ray Przyjaciele: - Zwiększono liczbę znajomych z 50 do 100, którzy mogą zostać dodani do listy znajomych - Ekran Information został przeprojektowany, a jego nazwa została zmieniona na Profile Pozostałe: - Dodano możliwość podglądu daty i godziny na ekranie XrossMediaBar ustawionej w Settings w Date and Time - Dodano możliwość wyczyszczenia pola wprowadzania tekstu w trakcie korzystania z klawiatury - Dodano wyświetlanie ikony, gdy po naciśnięciu przycisku PS, działania nie mogą zostać wykonane | - Zawieszenie konsoli, po którym niemożliwe jest jej ponowne uruchomienie                                                                              |
| 4.45 18 czerwca 2013 | - Poprawiono stabilność oprogramowania systemowego - Dodano możliwość wyłączenia powiadomień o zdobytych trofeach | - Niewyświetlanie menu oraz interfejsu XrossMediaBar po uruchomieniu konsoli - Zawieszenie konsoli, po którym niemożliwe jest jej ponowne uruchomienie |